# Couac couac
Couac couac, in Nederland uitgebracht als Kwek kwek is een single van Ronald & Donald, ook wel Ronald Y Donald. Het is afkomstig van hun enige album Kwek kwek. Couac couac is dan ook de internationale versie van Kwek kwek. Ronald & Donald lijkt een duo, maar staat voor muziekproducent Eddy Govert. Het melige Kwek kwek/Couac couac kon zo populair worden doordat Govert ook wel werkte voor Sylvain Tack en die was eigenaar van piratenzender Mi Amigo. Overigens wordt de 'Franstalige' versie (Couac couac) op dezelfde manier uitgesproken en ingezongen als de Nederlandstalige (kwek kwek).
De B-kant werd gevormd door Pussycat van Govert en Johan de Graeve, die ook uit de stal van Tack kwam.
De single werd een hit, in België, Nederland, Frankrijk (85.000 exemplaren), Spanje, Italië, Duitsland, UK, Zuid-Afrika en jaren later zelfs in Bulgarije. Het enige album scoorde eveneens in al deze landen. Er kwamen nog opvolgers, zoals 'Rock ' n roll ducks', 'Duck soup' en jaren later ook nog 'Kiss kiss'.

## Nederlandse Top 40
| Hitnotering: week 15 t/m 24 in 1974 | Hitnotering: week 15 t/m 24 in 1974 | Hitnotering: week 15 t/m 24 in 1974 | Hitnotering: week 15 t/m 24 in 1974 | Hitnotering: week 15 t/m 24 in 1974 | Hitnotering: week 15 t/m 24 in 1974 | Hitnotering: week 15 t/m 24 in 1974 | Hitnotering: week 15 t/m 24 in 1974 | Hitnotering: week 15 t/m 24 in 1974 | Hitnotering: week 15 t/m 24 in 1974 | Hitnotering: week 15 t/m 24 in 1974 | Hitnotering: week 15 t/m 24 in 1974 |
| Week:                               | 1                                   | 2                                   | 3                                   | 4                                   | 5                                   | 6                                   | 7                                   | 8                                   | 9                                   | 10                                  |                                     |
| ----------------------------------- | ----------------------------------- | ----------------------------------- | ----------------------------------- | ----------------------------------- | ----------------------------------- | ----------------------------------- | ----------------------------------- | ----------------------------------- | ----------------------------------- | ----------------------------------- | ----------------------------------- |
| Positie:                            | 26                                  | 12                                  | 8                                   | 6                                   | 4                                   | 5                                   | 10                                  | 18                                  | 33                                  | 40                                  | uit                                 |

## NederlandseDaverende 30
| Hitnotering: 6-4-1974 t/m 7-6-1974 | Hitnotering: 6-4-1974 t/m 7-6-1974 | Hitnotering: 6-4-1974 t/m 7-6-1974 | Hitnotering: 6-4-1974 t/m 7-6-1974 | Hitnotering: 6-4-1974 t/m 7-6-1974 | Hitnotering: 6-4-1974 t/m 7-6-1974 | Hitnotering: 6-4-1974 t/m 7-6-1974 | Hitnotering: 6-4-1974 t/m 7-6-1974 | Hitnotering: 6-4-1974 t/m 7-6-1974 | Hitnotering: 6-4-1974 t/m 7-6-1974 | Hitnotering: 6-4-1974 t/m 7-6-1974 |
| Week:                              | 1                                  | 2                                  | 3                                  | 4                                  | 5                                  | 6                                  | 7                                  | 8                                  | 9                                  |                                    |
| ---------------------------------- | ---------------------------------- | ---------------------------------- | ---------------------------------- | ---------------------------------- | ---------------------------------- | ---------------------------------- | ---------------------------------- | ---------------------------------- | ---------------------------------- | ---------------------------------- |
| Positie:                           | 20                                 | 17                                 | 10                                 | 5                                  | 3                                  | 4                                  | 7                                  | 10                                 | 18                                 | uit                                |

## BelgischeBRT Top 30
| Hitnotering: 30-3-1974 t/m 12-4-1974 | Hitnotering: 30-3-1974 t/m 12-4-1974 | Hitnotering: 30-3-1974 t/m 12-4-1974 | Hitnotering: 30-3-1974 t/m 12-4-1974 |
| Week:                                | 1                                    | 2                                    |                                      |
| ------------------------------------ | ------------------------------------ | ------------------------------------ | ------------------------------------ |
| Positie:                             | 22                                   | 18                                   | uit                                  |